# Oranjewijk (Groningen)
De  Oranjewijk was een Groningse wijk die tussen 1948 en 2014 bestond en onder meer de Oranjebuurt omvatte. Bij de wijziging van de wijkindeling in 2014 is het noorderlijke deel van de Oranjewijk, de Noorderplantsoenbuurt, afgesplitst van de Oranjebuurt. Beide buurten liggen in de wijk Oud-West. De Oranjebuurt ligt tussen het Noorderplantsoen, het Reitdiep (grens Schildersbuurt), de spoorlijn Groningen-Sauwerd (grens buurt Paddepoel-Zuid) en de Noorderplantsoenbuurt. De grens loopt daarbij over de Oranjestraat en de Koninginnelaan.

## Geschiedenis
Het oudste deel van de wijk stamt uit 1910. Het bestaat uit particuliere woningbouw. Later vond er ook sociale woningbouw plaats. Langs de Oranjesingel en de Nassaulaan staan huizen die behoren tot de mooiste voorbeelden van de Amsterdamse School. In de wijk is veel groen, dat aansluit op het Noorderplantsoen. De wijk is omstreeks 1930 voltooid, afgezien van een nieuwbouwcomplex bij het Reitdiep dat aan het eind van de 20e eeuw is gebouwd.
De straatnamen verwijzen naar de Oranjes en het koningshuis.

## Ongeval 1950
Op 12 augustus 1950 heeft nabij de Graaf Adolfstraat en de Wilhelminakade een ernstig ongeval plaatsgevonden. Hierbij kwamen zes jongens van 4-14 jaar om het leven en werden zes andere kinderen ernstig verwond. Door een rangerende goederentrein op het raccordement nabij de toenmalige groenteveiling de Eendracht, werd een provisorisch houten hek geraakt en als gevolg hiervan werd een muur omver gedrukt. In 2025 is als herinnering een monument in de wijk geplaatst. Het bevat een gedicht van de toenmalige stadsdichter Esmé van den Boom en beschrijft wat er 50 jaar eerder hier gebeurde. Het monument kwam er op initiatief van buurtbewoners, de gemeente Groningen, de wijkvereniging en welzijnsorganisatie WIJ. 

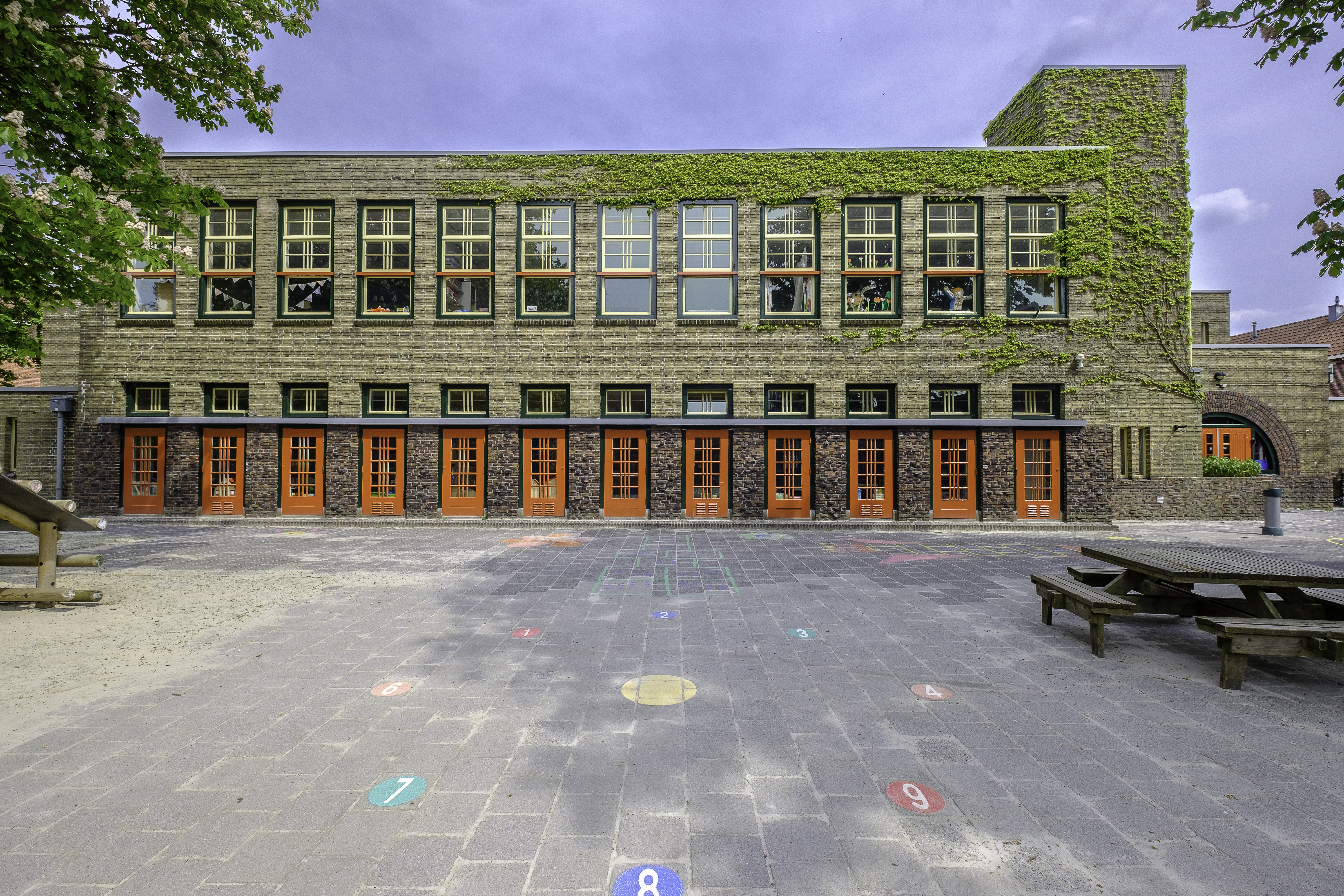
De Nassauschool aan de Graaf Adolfstraat. Ontworpen in 1931 door Siebe Jan Bouma in de stijl van de Amsterdamse School met elementen uit het kubisme. Met intern een glas-in-loodraam van Johan Dijkstra.
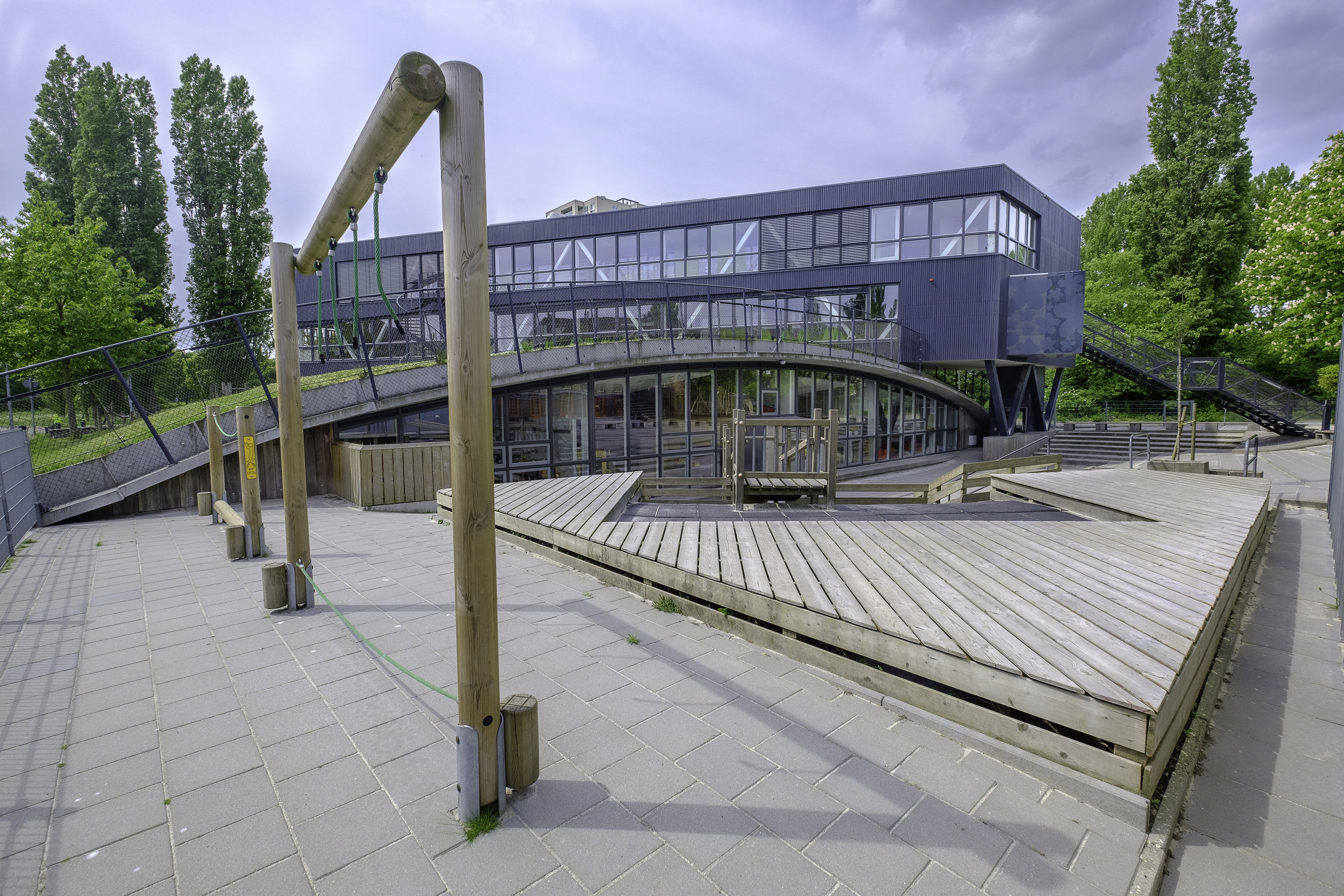
Uitbreiding van de Nassauschool uit 2002 (architectenbureau Skets)
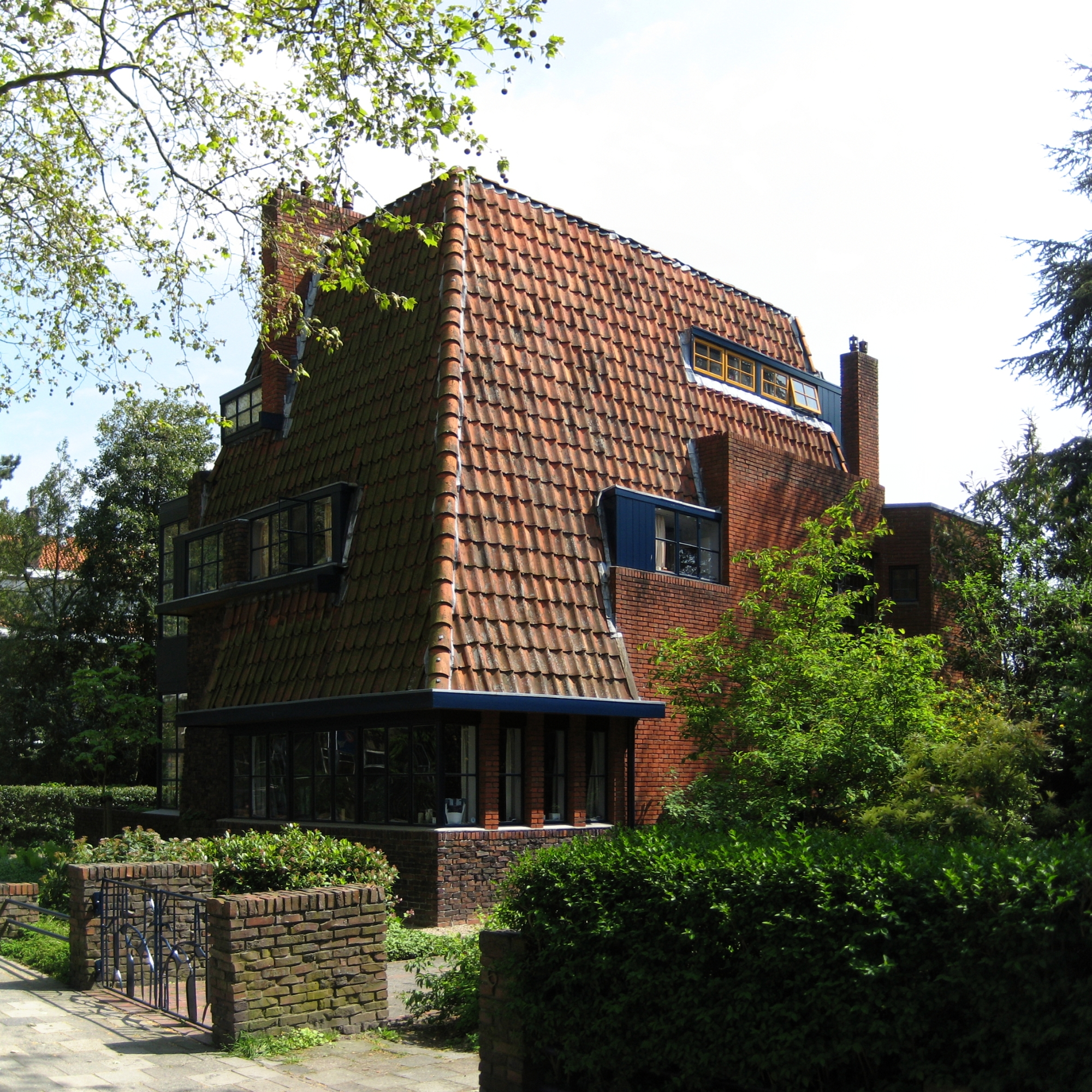
Dubbele villa in de stijl van de Amsterdamse School aan de Nassaulaan (1928, Egbert Reitsma)
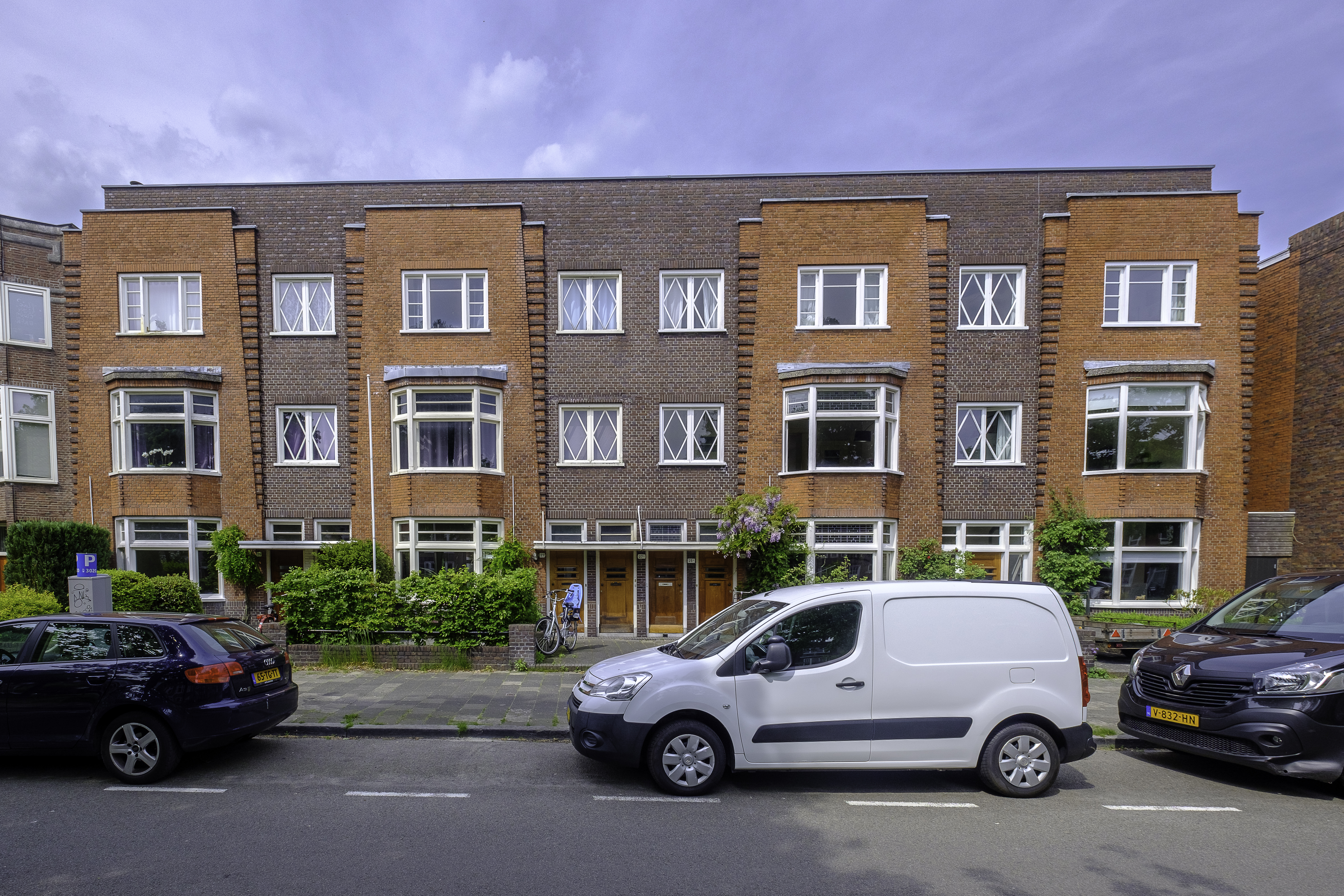
Middenstandswoningen aan de Nassaulaan in de stijl van de Amsterdamse School (1927, Derk Smit en J.? Smit)

1. ↑  Inclusief het A-kwartier, Academiekwartier, Bisschopskwartier en Ebbingekluft
2. ↑  Inclusief Ruskenveen
3. ↑  Euvelgunne en Roodehaan zijn onderdeel van de MEER-dorpen, maar vallen onder de wijk Zuidoost
4. ↑  Inclusief de subbuurten De Wierden (waaronder het bouwblok Heemwerd), Rietlanden en Reitdiephaven
5. ↑  Voorheen Korrewegwijk genoemd
6. ↑  Voorheen Korrewegbuurt genoemd